# Província de Nevşehir
Nevehir és una província situada a la part central de Turquia. La seva capital és Nevşehir. Les províncies adjacents són Kırşehir al nord-oest, Aksaray al sud-oest, Niğde al sud, Kayseri al sud-oest, i Yozgat al nord-est. Nevehir inclou l'àrea anomenada Capadòcia - una atracció turística molt popular a Turquia. La famosa ciutat de Göreme també està situada a Nevşehir.
Capadòcia una vegada va incloure l'àrea que ara és ocupada per aquesta província. Aquesta província és notable per les xemeneies de les fades de Göreme, l'Ortahisar (fortalesa mitjana), un cert nombre d'antigues esglésies del període romà d'Orient.

## Districtes
La província de Nevşehir es divideix en 8 districtes (el districte de la capital apareix en negreta):
- Acıgöl
- Avanos
- Derinkuyu
- Gülşehir
- Hacıbektaş
- Kozaklı
- Nevşehir
- Ürgüp

## Llocs d'interès
- Museu a l'aire lliure de Göreme
- Castell d'Uçhisar
- Parc Nacional Històric de Göreme
- Uç Güzeller, "Les tres belleses" xemeneies de fades a Ürgüp
- Vall de l'Amor
- Museu a l'Aire Libre de Zelve
- Vall vermella i rosa
- Castell d'Ortahisar
- Mustafapaşa
- Meryem Ana Kilisesi, Església de la Mare de Déu a prop del castell de Nevşehir
- l'església d'Hagios Georgios, també coneguda com l'església de Çanlı, prop del castell de Nevşehir
- Avanos, conegut per la seva ceràmica d'argila.
- Capella de Sant Joan Baptista
- Aynalı (Fırkatan) Església
- Museu Açık Saray
- Ciutat subterrània de Derinkuyu
- Ciutat subterrània de Kaymakli
- Ciutat subterrània de Tatlarin
- Complex Haji Bektash Veli